# Thu hải đường thân củ
Thu hải đường thân củ (danh pháp: Begonia davisii) là một loài thực vật có hoa trong họ Thu hải đường. Loài này được Burbridge miêu tả khoa học đầu tiên năm 1876.